# Funció de Cruijff
La funció de Cruijff és una Gaussiana centrada (al punt b) amb diferents amplades a l'esquerra i dreta (σL,R) del pic i amb cues no Gaussianes (αL,R)ː
{\displaystyle f(x)=a\ exp{-{\frac {(x-b)^{2}}{(2\sigma _{L,R}^{2}+\alpha _{L,R}(x-b)^{2})}}}}
La funció és generalment utilitzada en física d'altes energies per a modelitzar ressonàncies de partícules mesurades amb resolucions d'energia experimentals que varien a una banda i altra del pic.